# Bruce A. Evans
Bruce Anslie Evans (nascut el 19 de setembre de 1946) és un director, productor i guionista de cinema nord-americà conegut pel seu treball a Compta amb mi (1986), Jungle 2 Jungle (1997) i Mr. Brooks (2007).

## Carrera
El primer crèdit d'Evans va ser a la pel·lícula de 1984 Starman amb el seu company Raynold Gideon, amb qui va treballar per primera vegada a A Man, a Woman, and a Bank el 1979 protagonitzada per Donald Sutherland. La seva segona pel·lícula, Compta amb mi de 1986, que també va produir Evans, va ser nominada a un Premi Independent Spirit pel Millor llargmetratge; el seu guió i el de Gideon, en particular, van ser nominats a l'Oscar al millor guió adaptat, l'Independent Spirit al millor guió i el Premis del Sindicat de Guionistes dels Estats Units pel Millor guió basat en material d'un altre mitjà. El 1987 Evans i Gideon van escriure i produir la Made in Heaven abans d'escriure Kuffs, poli per casualitat (1992), que Evans va dirigir i Gideon va produir. La pel·lícula, amb Christian Slater, va guanyar el Premi Especial del Jurat al Festival du Film Policier de Cognac de 1992. La parella va rebre el crèdit de la història de L'illa dels caps tallats (1995) després de fer una reescriptura d'"una versió completament diferent" del guió.
Després d'escriure Jungle 2 Jungle de 1997, un remake de la pel·lícula francesa de 1994 Un indien dans la ville, Evans i Gideon van escriure "guions i reescritures i tot aquest tipus de coses" abans de la seva propera pel·lícula acreditada. Van lluitar perquè es produïssin els seus guions posteriors, ja que cadascun exigia un pressupost massa elevat per a la majoria dels estudis, inclòs el que consideraven una "gran història d'amor de la Primera Guerra Mundial", fins que el 2007 van escriure la pel·lícula Mr. Brooks, protagonitzada per Kevin Costner com el personatge del títol. Amb la idea d'un home de negocis aparentment normal que porta una segona vida com a assassí en sèrie, esperaven "fer una pel·lícula per a adults" i "canviar la nostra imatge" com a escriptors de la indústria cinematogràfica. Originalment van concebre el projecte com una sèrie de televisió, que van presentar a diversos productors de televisió i estudis a Hollywood. La seva versió original es va considerar "massa suau", i la seva història revisada, que es va considerar "massa fosca", va ser escrita com a guió especulatiu. Quinze anys derprés de Kuffs, Evans va dir que, amb Mr. Brooks, dirigir de nou "va ser com anar en bicicleta".
A més de la intenció d'Evans i Gideon de fer dues seqüeles de Mr. Brooks, Evans va dir que "tenim dos originals en ment" i "hi ha uns quants [guions] que estan una mica en espera que jo dirigiria que altres persones hagin escrit".

## Filmografia
| Any  | Títol                      | Director | Guionista | Productor |
| ---- | -------------------------- | -------- | --------- | --------- |
| 1979 | A Man, a Woman, and a Bank | No       | Sí        | No        |
| 1984 | Starman                    | No       | Sí        | Associate |
| 1986 | Compta amb mi              | No       | Sí        | Sí        |
| 1987 | Made in Heaven             | No       | Sí        | Sí        |
| 1992 | Kuffs, poli per casualitat | Sí       | Sí        | No        |
| 1995 | Assassins                  | No       | No        | Sí        |
| 1995 | L'illa dels caps tallats   | No       | Sí        | No        |
| 1997 | Jungle 2 Jungle            | No       | Sí        | No        |
| 2007 | Mr. Brooks                 | Sí       | Sí        | No        |

Guió i departament de continuïtat
| Any  | Pel·lícula       | Paper              | Notes      |
| ---- | ---------------- | ------------------ | ---------- |
| 1999 | Any Given Sunday | revisions del guió | Uncredited |

Altres
| Any  | Pel·lícula               | Paper                  |
| ---- | ------------------------ | ---------------------- |
| 1989 | Honey, I Shrunk the Kids | Consultor de producció |